# Hồi quy tuyến tính
Phân tích hồi quy tuyến tính là một phương pháp phân tích quan hệ giữa biến phụ thuộc Y với một hay nhiều biến độc lập X. Mô hình hóa sử dụng hàm tuyến tính (bậc 1). Các tham số của mô hình (hay hàm số) được ước lượng từ dữ liệu.
Hồi quy tuyến tính được sử dụng rộng rãi trong thực tế do tính chất đơn giản hóa của hồi quy. Nó cũng dễ ước lượng.

### Mô hình / phương trình hồi quy tuyến tính quần thể
{\displaystyle Y=\beta _{0}+\beta _{1}X+\epsilon }
Trong đó, 
- {\displaystyle Y} giá trị của biến phụ thuộc
- {\displaystyle X_{i}} giá trị của biến độc lập
- {\displaystyle \beta _{0}} điểm cắt của đường thẳng hồi quy và trục Y
- {\displaystyle \beta _{1}} hệ số góc
- {\displaystyle \epsilon } sai số. Lưu ý,  {\displaystyle \epsilon } thực tế không tính được

### Mô hình / phương trình hồi quy tuyến tính mẫu
{\displaystyle {\hat {y}}={\hat {\beta }}_{0}+{\hat {\beta }}_{1}x}
Trong đó, 
- {\displaystyle {\hat {y}}} giá trị của biến phụ thuộc
- {\displaystyle x} giá trị của biến độc lập
- {\displaystyle \beta _{0}} điểm cắt của đường thẳng hồi quy và trục Y
- {\displaystyle \beta _{1}} hệ số góc

## Phương pháp ước lượng
Hàm ước lượng thống kê được sử dụng phổ biến nhất là phương pháp bình phương nhỏ nhất.
Khi mô hình có các phần sai số thỏa mãn bốn Giả thuyết Gauss-Markov, thì phương pháp ước lượng đó được coi là không chệch.
Tiếp đó là phương pháp bình phương tối thiểu tổng quát hóa. Phương pháp được sử dụng khi sai số hoặc bị tương quan với nhau hoặc có hiệp phương sai không đồng nhất hoặc cả hai. Khi đó, phương pháp này sẽ hiệu quả để ước lượng (tính) các tham số beta.

## Kiểm định t
Kiểm định t được sử dụng để kiểm tra xem các tham số beta đã được lượng ở trên có khác không hoặc lớn (nhỏ hơn) một giá trị nhất định.